# گمینا کوزه
گمینا کوزه (به لهستانی:  Gmina Kozy) یک گمینا در لهستان است که در شهرستان بیلسکو واقع شده‌است. گمینا کوزه ۲۶٫۹ کیلومتر مربع مساحت و ۱۱٬۵۵۶ نفر جمعیت دارد.